# Bia (mitologija)
Bia (u engleskom prijevodu znači nasilje) je božica, koja je personifikacija nasilja i kćer je titana Palanta i božice Stiks. Sestra je Nike, Kratosa i Zeusa.